# 長生郡

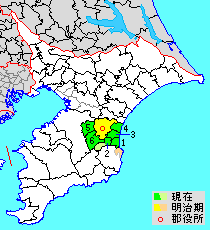
千葉県長生郡の位置（1.一宮町 2.睦沢町 3.長生村 4.白子町 5.長柄町 6.長南町 薄緑：後に他郡から編入した区域 薄黄：後に他郡に編入された区域）

長生郡（ちょうせいぐん）は、千葉県の郡。
人口53,542人、面積226.93km²、人口密度236人/km²。（2025年2月1日、推計人口）
以下の5町1村を含む。
- 一宮町（いちのみやまち）
- 睦沢町（むつざわまち）
- 長生村（ちょうせいむら）
- 白子町（しらこまち）
- 長柄町（ながらまち）
- 長南町（ちょうなんまち）

## 郡域
1897年（明治30年）に行政区画として発足した当時の郡域は、現在の行政区画では、上記5町1村から睦沢町の一部（大上・佐貫・妙楽寺）を除き、以下を加えた区域にあたる。
- 茂原市の全域
- いすみ市の一部（岬町椎木・岬町和泉・岬町中原）
- 大網白里市の一部（清水）

## 歴史

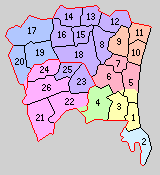
1.東浪見村 2.太東村 3.一宮町 4.土睦村 5.一松村 6.八積村 7.高根本郷村 8.東郷村 9.関村 10.白潟村 11.南白亀村 12.豊岡村 13.帆丘町 14.新治村 15.豊田村 16.二宮本郷村 17.上長柄村 18.茂原町 19.日吉村 20.水上村 21.西村 22.東村 23.鶴枝村 24.豊栄村 25.五郷村 26.庁南町（紫：茂原市 水色：いすみ市 黄：一宮町 緑：睦沢町 赤：長生村 橙：白子町 青：長柄町 桃：長南町）

- 1897年（明治30年）4月1日 - 長柄郡3町17村、上埴生郡1町5村が統合し発足。（4町22村）
  - 旧長柄郡 - 東浪見村、太東村、一宮町、土睦村、一松村、八積村、高根本郷村、東郷村、関村、白潟村、南白亀村、豊岡村、帆丘町、新治村、豊田村、二宮本郷村、上長柄村、茂原町、日吉村、水上村
  - 旧上埴生郡 - 西村、東村、鶴枝村、豊栄村、五郷村、庁南町
- 1897年（明治30年）6月4日 - 上長柄村が長柄村に改称。
- 1906年（明治39年）9月10日 - 帆丘町が本納町に改称。
- 1923年（大正12年）4月1日 - 郡会が廃止。郡役所は存続。
- 1926年（大正15年）7月1日 - 郡役所が廃止。以降は地域区分名称となる。
- 1940年（昭和15年）2月11日 - 白潟村が町制施行し白潟町となる。（5町21村）
- 1941年（昭和16年）2月11日 - 高根本郷村が高根村に改称。
- 1952年（昭和27年）4月1日 - 茂原町・東郷村・豊田村・二宮本郷村・鶴枝村・五郷村が合併し、茂原市が発足、郡より離脱。（4町16村）
- 1953年（昭和28年）
  - 4月1日 - 本納町・新治村が合併し、改めて本納町が発足。（4町15村）
  - 11月3日（4町12村）
    - 一宮町・東浪見村が合併し、改めて一宮町が発足。
    - 一松村・八積村・高根村が合併し、長生村が発足。
- 1954年（昭和29年）
  - 4月1日 - 長生村の一部（船頭給）が一宮町に編入。
  - 12月1日 - 太東村が夷隅郡古沢村と合併し、改めて夷隅郡太東町（現いすみ市）が発足、郡より離脱。（4町11村）
- 1955年（昭和30年）
  - 2月11日（4町6村）
    - 白潟町・関村・南白亀村が合併し、白子町が発足。
    - 庁南町・西村・東村・豊栄村が合併し、長南町が発足。

  - 4月1日
    - 水上村の一部（深沢、笠森）が長南町に編入。
    - 長生村の一部（一松字新地）が一宮町に編入。

  - 4月29日 - 長柄村・日吉村・水上村が合併し、長柄町が発足。（5町3村）
  - 7月20日 - 土睦村、長南町の一部（森、長楽寺、芝原の一部）が夷隅郡瑞沢村と合併し、睦沢村が発足。（5町3村）
  - 9月30日 - 長生村の一部（宮原）が一宮町に編入。
- 1956年（昭和31年）9月30日 - 本納町・豊岡村が合併し、改めて本納町が発足。（5町2村）
- 1972年（昭和47年）5月1日 - 本納町・茂原市が合併し、改めて茂原市が発足、郡より離脱。（4町2村）
- 1983年（昭和58年）4月1日 - 睦沢村が町制施行し、睦沢町となる。（5町1村）

### 変遷表
| 明治22年4月1日 | 明治22年4月1日 | 明治22年 - 明治30年               | 明治30年4月1日              | 明治30年 - 昭和19年           | 昭和20年 - 昭和29年           | 昭和20年 - 昭和29年                                   | 昭和30年 - 昭和49年                                          | 昭和30年 - 昭和49年                                          | 昭和50年 - 昭和64年 | 平成1年 - 現在           | 現在       |
| -------------- | -------------- | --------------------------------- | --------------------------- | ----------------------------- | ----------------------------- | ----------------------------------------------------- | ------------------------------------------------------------ | ------------------------------------------------------------ | ------------------- | ------------------------ | ---------- |
| 上埴生郡       | 鶴枝村         | 鶴枝村                            | 明治30年4月1日 長生郡が発足 | 鶴枝村                        | 昭和27年4月1日 茂原市         | 昭和27年4月1日 茂原市                                 | 茂原市                                                       | 昭和47年5月1日 茂原市                                        | 茂原市              | 茂原市                   | 茂原市     |
| 上埴生郡       | 五郷村         | 五郷村                            | 明治30年4月1日 長生郡が発足 | 五郷村                        | 昭和27年4月1日 茂原市         | 昭和27年4月1日 茂原市                                 | 茂原市                                                       | 昭和47年5月1日 茂原市                                        | 茂原市              | 茂原市                   | 茂原市     |
| 長柄郡         | 茂原町         | 茂原町                            | 明治30年4月1日 長生郡が発足 | 茂原町                        | 昭和27年4月1日 茂原市         | 昭和27年4月1日 茂原市                                 | 茂原市                                                       | 昭和47年5月1日 茂原市                                        | 茂原市              | 茂原市                   | 茂原市     |
| 長柄郡         | 東郷村         | 東郷村                            | 明治30年4月1日 長生郡が発足 | 東郷村                        | 昭和27年4月1日 茂原市         | 昭和27年4月1日 茂原市                                 | 茂原市                                                       | 昭和47年5月1日 茂原市                                        | 茂原市              | 茂原市                   | 茂原市     |
| 長柄郡         | 豊田村         | 豊田村                            | 明治30年4月1日 長生郡が発足 | 豊田村                        | 昭和27年4月1日 茂原市         | 昭和27年4月1日 茂原市                                 | 茂原市                                                       | 昭和47年5月1日 茂原市                                        | 茂原市              | 茂原市                   | 茂原市     |
| 長柄郡         | 二宮本郷村     | 二宮本郷村                        | 明治30年4月1日 長生郡が発足 | 二宮本郷村                    | 昭和27年4月1日 茂原市         | 昭和27年4月1日 茂原市                                 | 茂原市                                                       | 昭和47年5月1日 茂原市                                        | 茂原市              | 茂原市                   | 茂原市     |
| 長柄郡         | 帆丘町         | 帆丘町                            | 明治30年4月1日 長生郡が発足 | 明治39年10月20日 本納町に改称 | 昭和28年4月1日 本納町         | 昭和28年4月1日 本納町                                 | 昭和31年9月30日 本納町                                       | 昭和47年5月1日 茂原市                                        | 茂原市              | 茂原市                   | 茂原市     |
| 長柄郡         | 新治村         | 新治村                            | 明治30年4月1日 長生郡が発足 | 新治村                        | 昭和28年4月1日 本納町         | 昭和28年4月1日 本納町                                 | 昭和31年9月30日 本納町                                       | 昭和47年5月1日 茂原市                                        | 茂原市              | 茂原市                   | 茂原市     |
| 長柄郡         | 豊岡村         | 豊岡村                            | 明治30年4月1日 長生郡が発足 | 豊岡村                        | 豊岡村                        | 豊岡村                                                | 昭和31年9月30日 本納町と合併                                 | 昭和47年5月1日 茂原市                                        | 茂原市              | 茂原市                   | 茂原市     |
| 長柄郡         | 豊岡村         | 豊岡村                            | 明治30年4月1日 長生郡が発足 | 豊岡村                        | 豊岡村                        | 豊岡村                                                | 昭和32年11月1日 旧豊岡村の一部（清水の一部）大網白里町に編入 | 昭和32年11月1日 旧豊岡村の一部（清水の一部）大網白里町に編入 | 山武郡 大網白里町   | 平成25年1月1日 市制      | 大網白里市 |
| 長柄郡         | 一宮本郷村     | 明治23年10月20日 一宮町に町制改称 | 明治30年4月1日 長生郡が発足 | 一宮町                        | 昭和28年11月3日 一宮町        | 昭和28年11月3日 一宮町                                | 一宮町                                                       | 一宮町                                                       | 一宮町              | 一宮町                   | 一宮町     |
| 長柄郡         | 東浪見村       | 東浪見村                          | 明治30年4月1日 長生郡が発足 | 東浪見村                      | 昭和28年11月3日 一宮町        | 昭和28年11月3日 一宮町                                | 一宮町                                                       | 一宮町                                                       | 一宮町              | 一宮町                   | 一宮町     |
| 長柄郡         | 八積村の一部   | 八積村の一部                      | 明治30年4月1日 長生郡が発足 | 八積村の一部                  | 昭和28年11月3日 長生村        | 長生村                                                | 昭和30年9月30日 旧八積村の一部（宮原）一宮町に編入           | 昭和30年9月30日 旧八積村の一部（宮原）一宮町に編入           | 一宮町              | 一宮町                   | 一宮町     |
| 長柄郡         | 一松村         | 一松村                            | 明治30年4月1日 長生郡が発足 | 一松村                        | 昭和28年11月3日 長生村        | 昭和29年4月1日 旧一松村の一部（字船頭給）一宮町に編入 | 一宮町                                                       | 一宮町                                                       | 一宮町              | 一宮町                   | 一宮町     |
| 長柄郡         | 一松村         | 一松村                            | 明治30年4月1日 長生郡が発足 | 一松村                        | 昭和28年11月3日 長生村        | 長生村                                                | 昭和30年4月1日 旧一松村の一部（字新地）一宮町に編入          | 昭和30年4月1日 旧一松村の一部（字新地）一宮町に編入          | 一宮町              | 一宮町                   | 一宮町     |
| 長柄郡         | 一松村         | 一松村                            | 明治30年4月1日 長生郡が発足 | 一松村                        | 昭和28年11月3日 長生村        | 長生村                                                | 長生村                                                       | 長生村                                                       | 長生村              | 長生村                   | 長生村     |
| 長柄郡         | 高根本郷村     | 高根本郷村                        | 明治30年4月1日 長生郡が発足 | 昭和16年2月11日 高根村に改称  | 昭和28年11月3日 長生村        | 長生村                                                | 長生村                                                       | 長生村                                                       | 長生村              | 長生村                   | 長生村     |
| 長柄郡         | 八積村         | 八積村                            | 明治30年4月1日 長生郡が発足 | 八積村                        | 昭和28年11月3日 長生村        | 長生村                                                | 長生村                                                       | 長生村                                                       | 長生村              | 長生村                   | 長生村     |
| 長柄郡         | 太東村         | 太東村                            | 明治30年4月1日 長生郡が発足 | 太東村                        | 昭和29年12月1日 夷隅郡 太東町 | 昭和29年12月1日 夷隅郡 太東町                         | 庄和36年8月1日 夷隅郡 岬町                                   | 庄和36年8月1日 夷隅郡 岬町                                   | 夷隅郡 岬町         | 平成17年12月5日 いすみ市 | いすみ市   |
| 長柄郡         | 上長柄村       | 上長柄村                          | 明治30年4月1日 長生郡が発足 | 明治30年6月4日 上長柄村       | 長柄村                        | 長柄村                                                | 長柄村                                                       | 昭和30年4月29日 長柄町                                       | 長柄町              | 長柄町                   | 長柄町     |
| 長柄郡         | 日吉村         | 日吉村                            | 明治30年4月1日 長生郡が発足 | 日吉村                        | 日吉村                        | 日吉村                                                | 日吉村                                                       | 昭和30年4月29日 長柄町                                       | 長柄町              | 長柄町                   | 長柄町     |
| 長柄郡         | 水上村         | 水上村                            | 明治30年4月1日 長生郡が発足 | 水上村                        | 水上村                        | 水上村                                                | 水上村                                                       | 昭和30年4月29日 長柄町                                       | 長柄町              | 長柄町                   | 長柄町     |
| 長柄郡         | 水上村         | 水上村                            | 明治30年4月1日 長生郡が発足 | 水上村                        | 水上村                        | 水上村                                                | 昭和30年4月1日 長南町に一部（笠森、深沢）を編入              | 長南町                                                       | 長南町              | 長南町                   | 長南町     |
| 上埴生郡       | 武丘村         | 明治23年3月12日 庁南町に町制改称  | 明治30年4月1日 長生郡が発足 | 庁南町                        | 庁南町                        | 庁南町                                                | 昭和30年2月11日 長南町                                       | 長南町                                                       | 長南町              | 長南町                   | 長南町     |
| 上埴生郡       | 豊栄村         | 豊栄村                            | 明治30年4月1日 長生郡が発足 | 豊栄村                        | 豊栄村                        | 豊栄村                                                | 昭和30年2月11日 長南町                                       | 長南町                                                       | 長南町              | 長南町                   | 長南町     |
| 上埴生郡       | 西村           | 西村                              | 明治30年4月1日 長生郡が発足 | 西村                          | 西村                          | 西村                                                  | 昭和30年2月11日 長南町                                       | 長南町                                                       | 長南町              | 長南町                   | 長南町     |
| 上埴生郡       | 東村           | 東村                              | 明治30年4月1日 長生郡が発足 | 東村                          | 東村                          | 東村                                                  | 昭和30年2月11日 長南町                                       | 長南町                                                       | 長南町              | 長南町                   | 長南町     |
| 上埴生郡       | 東村           | 東村                              | 明治30年4月1日 長生郡が発足 | 東村                          | 東村                          | 東村                                                  | 昭和30年2月11日 長南町                                       | 昭和30年7月20日 睦沢村に旧東村の一部（森・長楽寺）と合併     | 昭和58年4月1日 町制 | 睦沢町                   | 睦沢町     |
| 長柄郡         | 土睦村         | 土睦村                            | 明治30年4月1日 長生郡が発足 | 土睦村                        | 土睦村                        | 土睦村                                                | 土睦村                                                       | 昭和30年7月20日 睦沢村                                       | 昭和58年4月1日 町制 | 睦沢町                   | 睦沢町     |
| 長柄郡         | 関村           | 関村                              | 明治30年4月1日 長生郡が発足 | 関村                          | 関村                          | 関村                                                  | 昭和30年2月11日 白子町                                       | 昭和30年2月11日 白子町                                       | 白子町              | 白子町                   | 白子町     |
| 長柄郡         | 南白亀村       | 南白亀村                          | 明治30年4月1日 長生郡が発足 | 南白亀村                      | 南白亀村                      | 南白亀村                                              | 昭和30年2月11日 白子町                                       | 昭和30年2月11日 白子町                                       | 白子町              | 白子町                   | 白子町     |
| 長柄郡         | 白潟村         | 白潟村                            | 明治30年4月1日 長生郡が発足 | 昭和15年2月11日 町制          | 白潟町                        | 白潟町                                                | 昭和30年2月11日 白子町                                       | 昭和30年2月11日 白子町                                       | 白子町              | 白子町                   | 白子町     |

## 行政
歴代郡長
| 代 | 氏名     | 就任年月日               | 退任年月日                | 備考                   |
| -- | -------- | ------------------------ | ------------------------- | ---------------------- |
| 1  |          | 明治30年（1897年）4月1日 |                           |                        |
|    | 浅沼直治 |                          | 明治42年（1909年）3月26日 | [ 1 ]                  |
|    |          |                          | 大正15年（1926年）6月30日 | 郡役所廃止により、廃官 |

## 備考

### 平成の大合併
本郡では5町1村と茂原市との合併を目指し、2002年9月17日に任意協議会である「長生郡市合併問題協議会」を設置、さらに2003年8月20日には法定協議会「長生郡市合併協議会」を発足させて議論を行った。法定協議会において、合併が実現した際の新市名は「長生市」とすること、新市の市役所は茂原市役所とすることなどが決定された。
しかし、2004年9月24日、茂原市議会が「協議会からの離脱を求める決議案」を可決、10月1日に協議会からの離脱を表明したことで合併協議は停止し、法定協議会は同年12月24日に廃止された。茂原市議会が協議会離脱を決めた背景としては、合併の期日や多額の債務を抱えていた茂原市土地開発公社の合併後の取り扱いについて、協議の場において他町村と意見の一致を得られなかったことなどがある。
この合併協議の破綻後、茂原市を中心とした小規模な合併や7市町村による合併を目指して協議を行うことが各市町村で検討され、2007年4月10日には再び法定協議会である「長生郡市合併協議会」が設置された。しかし、長生村は、合併反対を公約に村長が当選した経緯もあり最初から「合併することが住民の利益になるのか、ならないのかの判断材料を見出す目的」で参加したとされるように消極的で、最終的には8月10日に住民アンケートで反対が多数を占めたことを理由に離脱を表明。その後、残る6市町村での合併が模索されたが、その前提となる規約変更議案を一宮町と白子町が否決したために暗礁に乗り上げ、9月28日をもって休止、そして2008年1月31日に3月末をもって、合併協議会を廃止することが決定、合併協議会は廃止された。この破綻の背景には、前回の協議会が各市町村同数の委員だったのに対し、学識経験者が茂原10人、他町村2名だったこと、議事決定も3分の2から過半数に変えられたこと、新市名の決定も公募の多数決で茂原市となるなど、前回に比べ茂原市に有利な運営が行われたことにある。もし、長生7市町村が合併していたら、2010年3月23日で千葉県から村がゼロになる見通しだった。